# Nodo

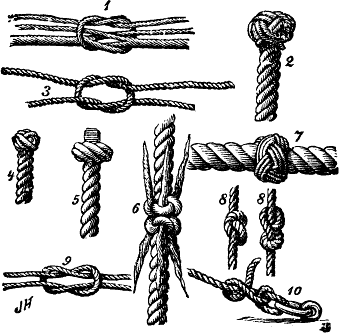
Alcuni nodi.

Il nodo consiste in uno o più avvolgimenti e ripiegature successive di una spira di corda sulla corda stessa o intorno a un'altra corda o a un oggetto.

## Modifica delle proprietà della corda dovute al nodo
La presenza di un nodo sulla corda influenza le proprietà meccaniche della corda stessa: in particolare ne riduce sensibilmente il carico di rottura. Tale variazione non è della stessa entità per tutti i nodi ma varia a seconda del nodo eseguito (si ottengono carichi di rottura pari al 50% fino al 70% del carico di rottura iniziale) in funzione dell'angolo sotteso all'arco che si forma nel ripiegare la spira. Tanto più è acuto l'angolo, tanto minore sarà il carico di rottura risultante.
Nel caso in cui sia applicata alla corda una trazione superiore al carico di rottura la corda tende a spezzarsi non sul nodo medesimo, ma nelle sue immediate vicinanze.

## Caratteristiche dei nodi

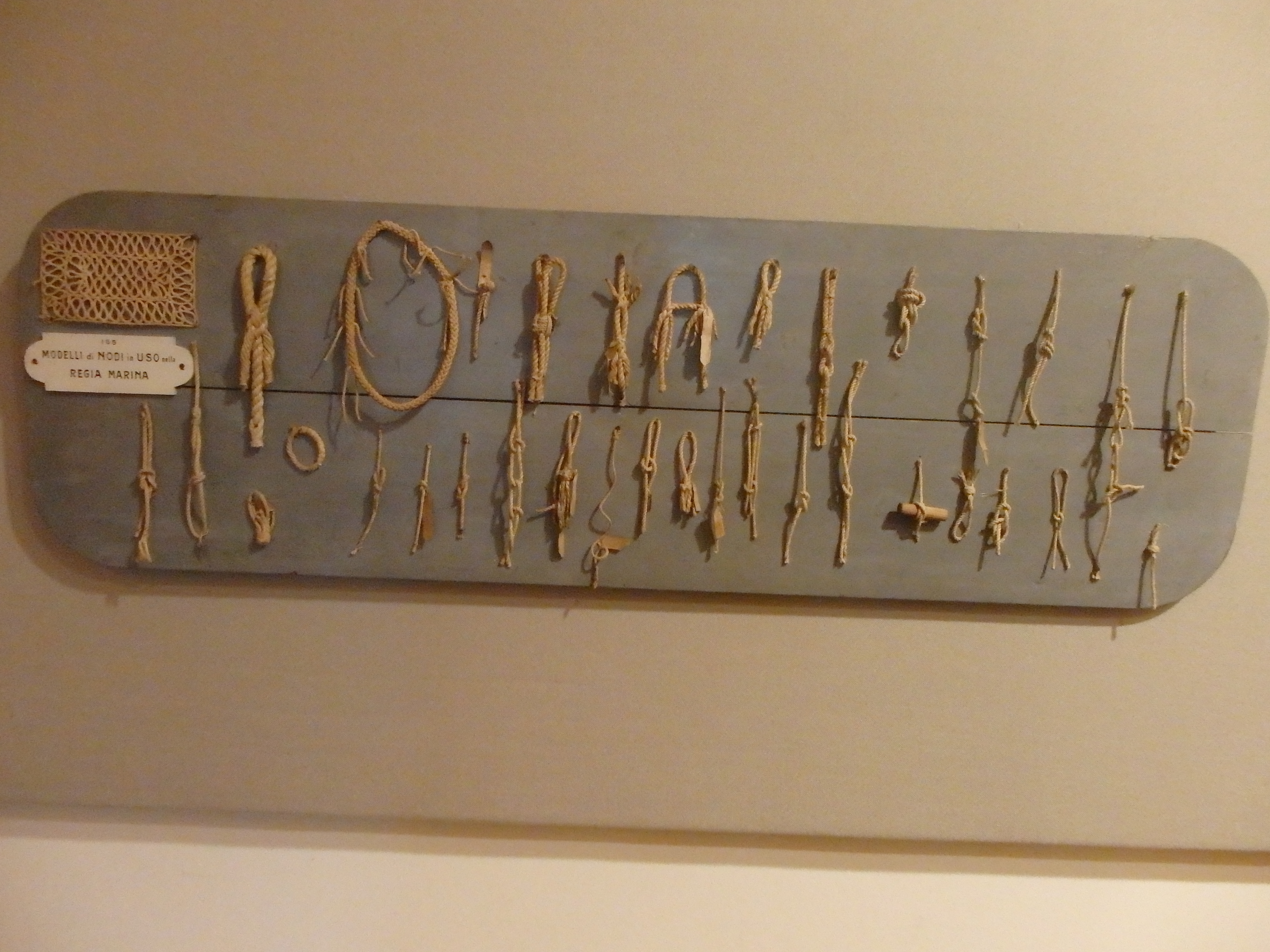
Alcuni tipi di nodo

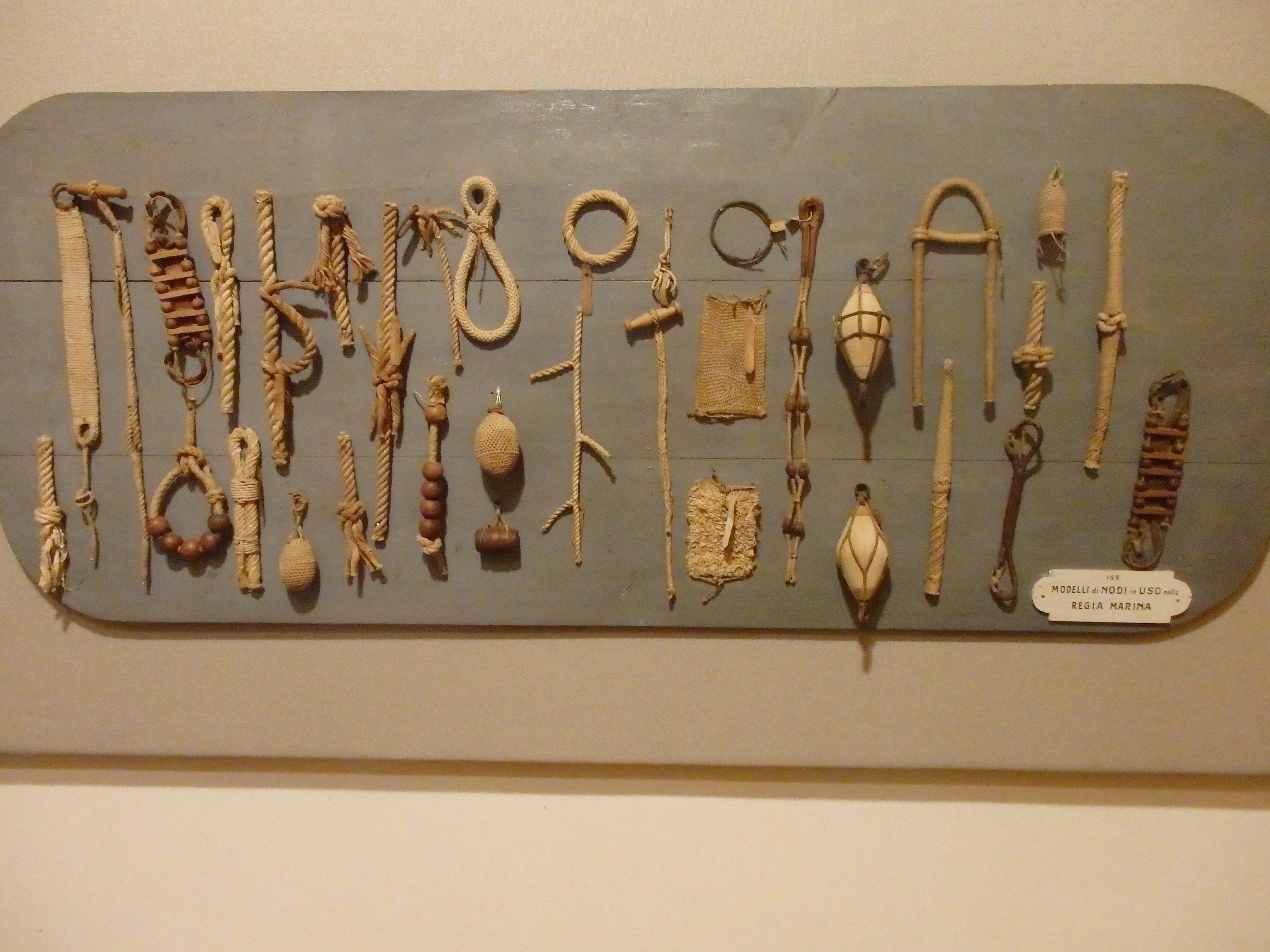
Alcuni tipi di nodo

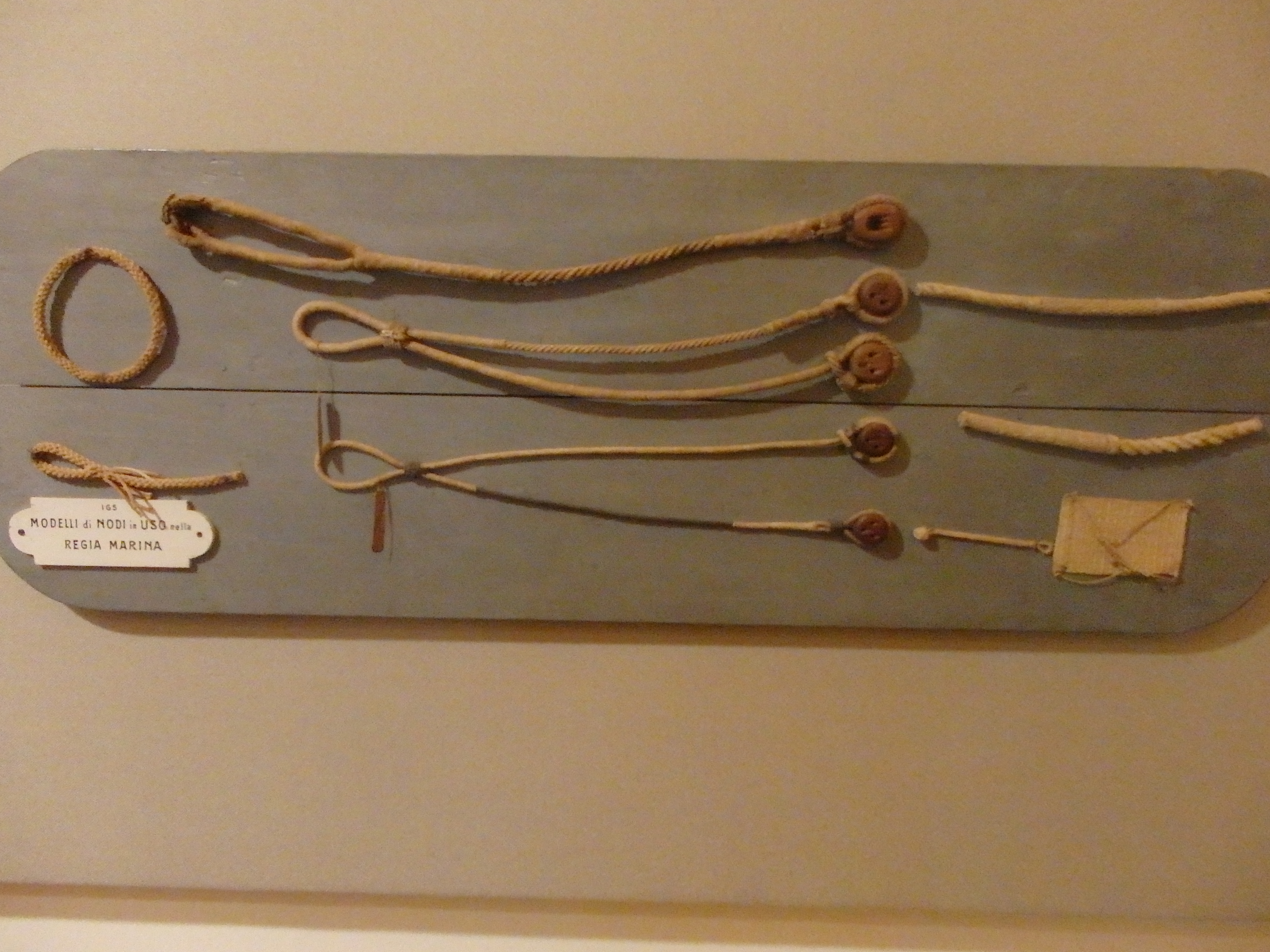
Alcuni tipi di nodo

Si possono attribuire ai singoli nodi delle proprietà specifiche quali:
- la semplicità di esecuzione
- l'adattabilità a una determinata applicazione in base alle sue peculiari proprietà meccaniche
- la efficienza (o resistenza), ossia la scarsa diminuzione del carico di rottura rispetto all'iniziale carico di rottura della corda.
- la sicurezza ovvero la scarsa tendenza del nodo a sciogliersi, in assenza di manipolazione della sua struttura e in maniera indesiderata, se sottoposto a particolari condizioni (ad esempio alcuni nodi risultano particolarmente poco sicuri se sottoposti a strappi, o sfregamenti, o se bagnati).
- La facilità a sciogliersi in risposta a una opportuna manipolazione anche con la corda bagnata (in generale l'acqua modifica le proprietà fisiche della corda e rende disagevole sciogliere i nodi).
- la minore o maggiore propensione a danneggiare la corda a causa di un eccessivo serraggio in risposta alla tensione della corda stessa.

## Campi di applicazione dei nodi e classificazione
L'uso e la conoscenza dei nodi è necessaria in diverse discipline e attività, che variano dall'arrampicata, all'alpinismo, alla speleologia, alla pratica nautica, alla macchinistica teatrale, in diversi tipi di artigianato (tra le quali possiamo ricordare l'impagliatura delle sedie), nelle operazioni di recupero di persone ferite in luoghi impervi (ad esempio in conseguenza di incidenti in montagna), nel campeggio e in chirurgia.
Il numero dei nodi conosciuti e usati nelle varie discipline è dell'ordine delle centinaia, ma molti nodi complessi usati nello specifico delle varie attività derivano dalla modifica di nodi base comuni a tutte le discipline; il numero di questi ultimi è dell'ordine di qualche decina.
I nodi sono stati storicamente suddivisi in categorie in base principalmente a due parametri: le loro caratteristiche meccaniche peculiari e la loro adattabilità a un determinato uso.
Le categorie principali nelle quali avviene la suddivisione sono: 
- nodi di arresto: tali nodi, eseguiti a un capo della corda, sono utilizzati per arrestarne la corsa e impedirne la fuoriuscita dalla sua sede; eseguiti lungo la corda possono svolgere una funzione ornamentale. Sono nodi di arresto il nodo semplice, il nodo savoia
- nodi di giunzione: eseguiti in contemporanea su due corde servono a congiungerle temporaneamente (per una giunzione permanente si pratica l'impiombatura delle due corde, che se eseguita a regola d'arte non ne diminuisce il carico di rottura). Vedi: Nodo piano, Nodo bandiera, Nodo inglese.
- nodi a occhiello, chiamati anche gasse: Questi nodi, eseguiti a una estremità della corda, presentano uno o più occhielli fissi, che possono essere anch'essi utilizzati per assicurarsi a un oggetto, ma a differenza dei nodi di avvolgimento bisogna prepararli precedentemente e poi applicarli all'oggetto. Due gasse unite possono servire come nodo di giunzione. Vedi anche: Gassa d'amante, Otto ripassato.
- nodi scorsoi: Presentano un occhiello scorrevole che ha la caratteristica di serrarsi in risposta della tensione della corda.
- nodi di avvolgimento: Servono ad assicurare una corda a un oggetto o a una corda precedentemente tesa e sono eseguiti avvolgendo la corda direttamente sull'oggetto. Per esempio Nodo barcaiolo.
- nodi autobloccanti: Sono nodi che vengono utilizzati per collegare due corde, in modo che una scorra sull'altra e che possa frenarsi o rallentarsi se sottoposta a un carico. Ne sono esempi i nodi prusik, machard o bachmann. Per maggiori informazioni, vedi: Bloccante#Storia.
- nodi di accorciamento: hanno la funzione di accorciare una corda lunga, anche di svariati metri, con l'evidente vantaggio di non doverla tagliare.
- freni: servono a rallentare lo scorrimento di una corda sfruttando l'attrito del nodo, permettendo l'arresto della caduta di pesi notevoli anche da parte di una singola persona, vedi: Nodo mezzo barcaiolo.

Infine una notevole quantità di nodi ha applicazioni estetiche o di arredo fine a sé stesso, come il nodo paglietto.

## I nodi nelle culture umane e nell'arte
Sono numerosissime le presenze e le tipologie di nodi nelle diverse culture umane in varie epoche, dall'antichità classica (il celeberrimo nodo di Gordio) fino agli Incas (i Quipu) e alla Cina. I nodi cinesi avevano significato di prosperità, lunga vita, fortuna, salute, sicurezza..  Presso gli antichi Egizi era frequentemente rappresentato il nodo di Iside.
Nella storia dell'arte il nodo si trova, ad esempio, nell'arte degli Sciti (il viluppo animalesco) e dei Celti (nell'arte irlandese è caratteristica la decorazione "a tappeto", a nastri intrecciati, come nel libro di Kells e nell'Evangeliario di Durrow). Anche l'Arte longobarda ha prodotto opere con decorazioni a nastri annodati.
Il nodo di Salomone, presente nell'antichità pagana, viene reinterpretato nell'arte cristiana (già nell'arte paleocristiana) come emblema del legame tra l'uomo e la sfera del divino.
Nell'architettura romanica medievale l'intreccio delle colonne ofitiche è simbolo della doppia natura umana e divina di Cristo. Nello stile manuelino, il tardogotico portoghese, i nodi marinareschi fanno parte della struttura decorativa (si veda ad esempio la Torre di Belém a Lisbona).
Maria che scioglie i nodi è invece un'opera pittorica tedesca del 1700 circa, oggetto di un diffuso culto mariano.
La corda di preghiera degli ortodossi, simile al rosario cattolico, ha vari nodi.
Nella cultura orientale, principalmente in quella Giapponese, Kinbaku è l'arte di annodare le corde per produrre piacere erotico noto come Bondage nel BDSM. La tecnica deriva da una più antica, hojōjutsu, utilizzata per immobilizzare i prigionieri. 

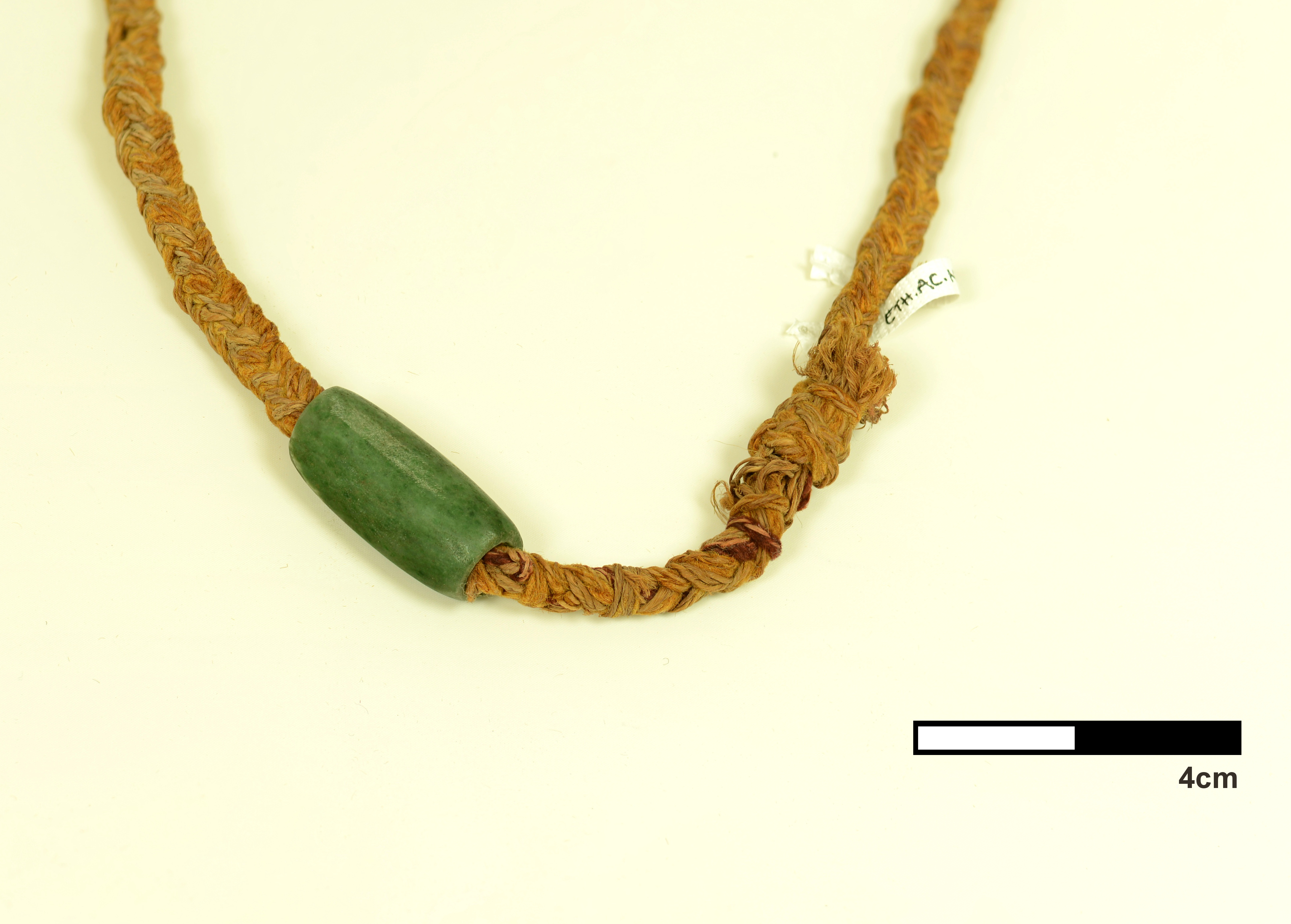
Nodo di collana canaca, in pelo di volpe volante
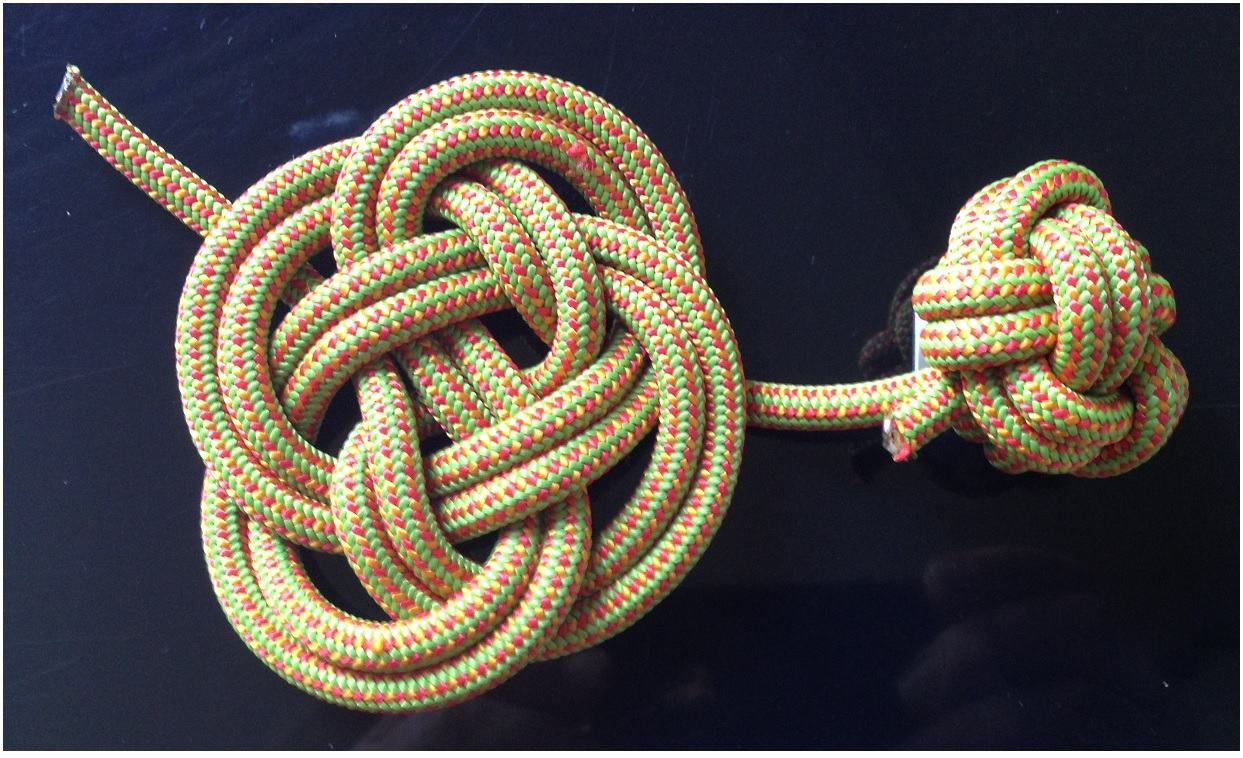
Nodo cinese usato come bottone
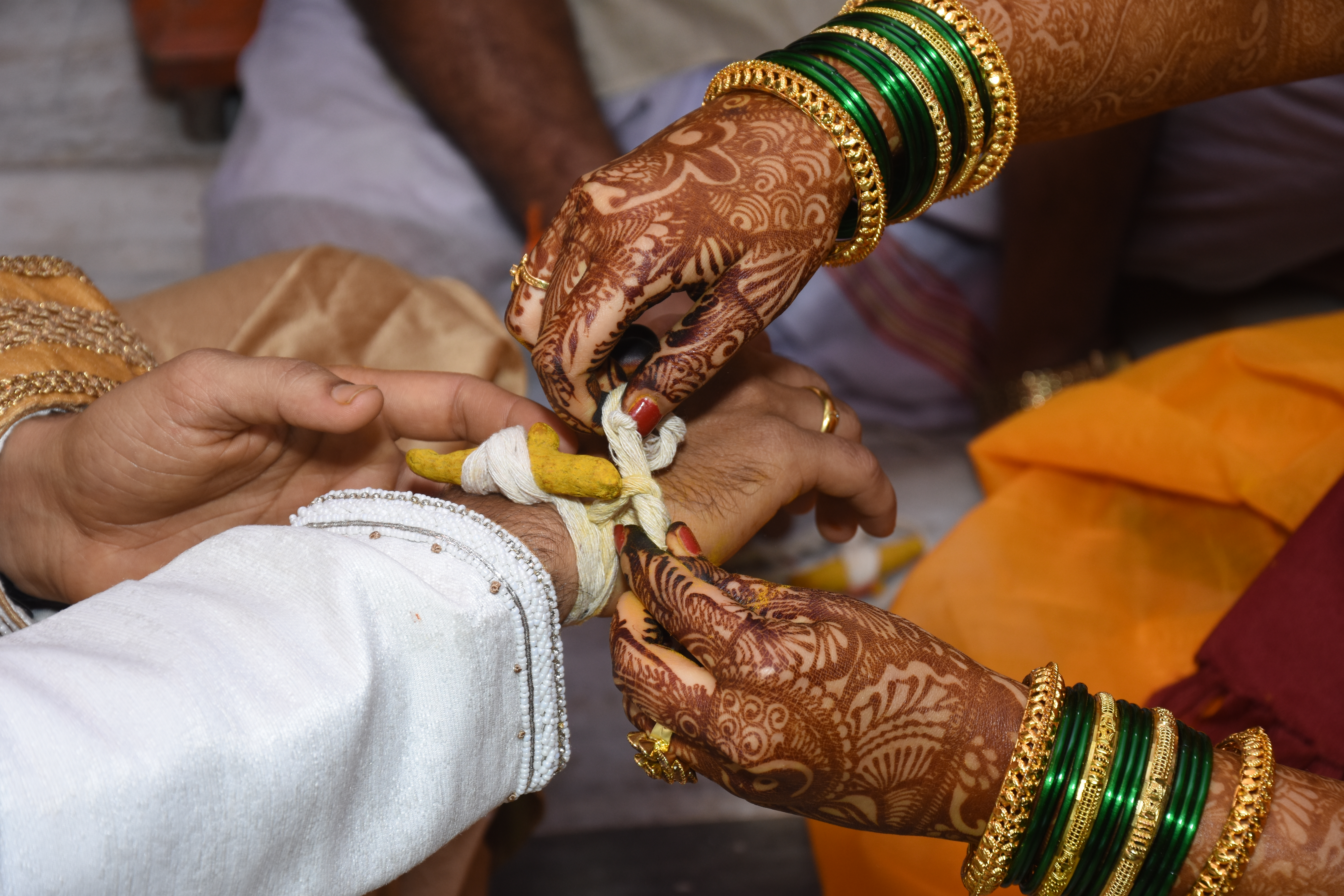
Nodo cerimoniale in un matrimonio tradizionale (India)